# Issy Quinan Junior
Issy Quinan Junior (Goiânia, 11 de agosto de 1978) é um agricultor e político brasileiro, filiado ao Movimento Democrático Brasileiro. Nas eleições de 2022, foi eleito deputado estadual em Goiás.
Durante os anos de 2013 até 2020 exerceu o cargo de prefeito pelo município de Vianópolis, atingido ao fim de sua gestão a marca histórica de 97,5% de aprovação popular. 
Formado em Administração pela então Faculdade Anhanguera de Ciências Humanas, atual Centro Universitário de Goiás, Issy se denomina administrador de empresas por formação, agricultor por profissão e político por convicção. Em seu mandato como deputado estadual, tem como principais bandeiras a defesa do setor agropecuário e dos direitos das Pessoas com Deficiência (PCD's), além de representar os interesses da população compreendida na região das estradas de ferro, da qual Vianópolis também faz parte, no Sudeste Goiano.

## Ascendência e Juventude
Filho de Maria Auxiliadora de Andrade e do ex-deputado estadual Issy Quinan, Issy Quinan Júnior tem em sua linhagem figuras marcantes da política de Goiás e de Vianópolis. Além de seu pai, que foi deputado estadual entre as décadas de 60 e 70, seu primo Onofre Quinan exerceu um importante papel na política goiana durante a Redemocratização, Vice-Governador e Governador do Estado de Goiás durante os anos 80 e Senador da República ao longo de toda a década de 90.
Ainda jovem, Issy Quinan Junior já se destacava por seu talento para o exercício da política. De inconfundível oratória e espírito de liderança nato, começou sua carreira política ainda na juventude, exercendo o cargo de presidente do Centro Acadêmico do curso de Administração e de diretoria no Diretório Central dos Estudantes (DCE) da Faculdade Anhanguera. Em 1999, filiou-se ao Progressistas, onde teve a oportunidade de conduzir a juventude desta sigla por dois mandatos consecutivos e participar ativamente de movimentos estudantis. 
Em 2012, candidatou-se a prefeito de Vianópolis, buscando uma reforma administrativa para superar desafios financeiros e melhorar a infraestrutura municipal. Com mais de 60% dos votos válidos, Issy elegeu-se ao cargo da chefia do Executivo Municipal, no qual permaneceu durante dois mandatos, entre os quadriênios de 2013 a 2016 e de 2017 a 2020. 

## Primeiro mandato (2013-2016)
Enquanto prefeito, os mandatos de Issy Quinan foram marcados pelo foco na infraestrutura do município de Vianópolis, destacando-se principalmente a pavimentação asfáltica.
No tocante às parcerias, caracterizou-se o mandato do então prefeito pelas frequentes articulações com as esferas federais e estaduais para obtenção de recurso, obtendo notável melhoria no orçamento público do município. Além disso, houve nesse período um estreitamento de laços entre a prefeitura de Vianópolis e as demais dos municípios compreendidos na área de influência Estrada de Ferro Goiás, a fim de trazer maior visibilidade e representatividade da região que fora esquecida no século passado.
Em 2016, ano eleitoral, Issy figurou na lista de prefeitos ‘favoritíssimos’ à reeleição. Em matéria, o Jornal Opção o descreveu como: “Favorito disparado em Vianópolis. Faz uma administração considerada qualitativa até por seus adversários, tanto que não tem rivais consistentes para a disputa de 2 de outubro deste ano”. De fato, a previsão se consolidou: reelegendo-se sendo o candidato único no pleito daquele ano.

## Segundo mandato (2017-2020)
Em 2017, entrevistado pelo Jornal Opção, em resposta ao questionamento sobre sua popularidade durante o mandato, Issy disse: “O que credencia o homem público são os resultados que ele apresenta e não a popularidade”. Pautado nessa máxima, o novo mandato do prefeito reeleito foi marcado pela continuidade das ações realizadas no anterior.
Em 2020, com o advento da Covid-19, Issy Quinan Junior enfrentou, em seu último ano de mandato, o início de uma das piores crises da história do país. Neste período, realizou uma força-tarefa para combater os impactos do vírus. Dentre outras ações, destacaram-se o isolamento de enfermarias para tratar exclusivamente dos casos positivos e suspeitos, e, de forma interessante, a fiscalização de comércios de produtos de saúde, visando garantir a procedência e conter valores abusivos dos produtos em tempos de crise.
Ao final do mandato, Issy Quinan Junior deixou o cargo com surpreendentes 93,5% de aprovação popular, chamando a atenção de diversos partidos que o consideravam um nome proeminente para as eleições gerais de 2022.

## Eleições gerais de 2022
Em 2022, após 23 anos de filiação ao Progressistas, Issy Quinan deixou o partido devido a divergências com a direção estadual da sigla e filiou-se ao Movimento Democrático Brasileiro, o MDB. Rumores sobre a desfiliação já estavam circulando desde o ano anterior, quando, ao completar seu mandato como prefeito, o então progressista recebeu propostas de outros sete partidos. Em outubro daquele mesmo ano, candidatou-se a deputado estadual, sendo eleito com 47.453 votos, o quarto mais votado do estado de Goiás, para a legislatura 2023-2027.